# Kungsängen, Västerås
Kungsängen är en  stadsdel i det administrativa bostadsområdet Centrala staden i Västerås. Området är ett industriområde som domineras av järnvägsstationen.
I Kungsängen finns "skatteskrapan", Västmanlands tingsrätt, en friidrottsarena (Westinghouse Arena) för Västerås Friidrottsklubb, en stor Friskis&Svettis anläggning, silon med tillhörande kaj och Västerås avloppsreningsverk. Kungsängen är planerat som en ny stadsdel med bostäder och förbindelse till centrum.
Området avgränsas av Stora Gatan / Pilgatan, Björnövägen, Mälarstrandsgatan, Kungsängsgatan, Hamngränd och Södra Ringvägen.
Området gränsar i nordväst till Centrum och Östermalm, i nordost till Ängsgärdet, i sydost till Öster Mälarstrand och i söder till Östra Hamnen och Lillåudden.